# Tatort: Schattenkinder
Schattenkinder ist ein Fernsehfilm von Christine Repond aus dem Jahr 2022. Es ist 1193. Episode der Krimireihe Tatort und der dritte Fall des Schweizer Tatort-Teams aus Zürich. Er wurde am 13. März 2022 im SRF 1, im Ersten und auf ORF 2 ausgestrahlt.

## Handlung
Der Schönheits-Chirurg Beat Gessner erhält einen anonymen Hinweis auf eine Lagerhalle, in der er seinen Sohn Max finden könne. Am angegebenen Ort findet er dessen Leiche aufgehängt und in Plastikfolie eingewickelt vor. Die Zürcher Polizistinnen Isabelle Grandjean und Tessa Ott ermitteln, dass Max bis vor wenigen Wochen in einer sektenhaften Kommune gewohnt hat, die von der charismatischen Künstlerin Kyomi geleitet wird. Sie sieht in den Menschen Kunstwerke und so hat sie ihren Anhängern, die sie als «ihre Familie» bezeichnet, «neue» Gesichter und auch neue Namen gegeben. Max sei ausgezogen, weil er auf der Suche gewesen wäre. Er sei davon besessen gewesen, einen Konrad Fassbind zu finden.
Die Obduktion ergibt, dass Max‘ Körper mittels Formalin konserviert wurde. Alles deutet auf einen Ritualmord hin und die Verbindung zu Kyomi scheint offensichtlich. Sie hatte ihre Kunstwerke medial veröffentlicht und dabei nicht nur Anhänger gehabt. Möglicherweise war der Mord an ihrem Kunstwerk «Max» auch als ein Anschlag auf ihre sonstigen Werke gemeint.
Anhand von Tagebucheinträgen ist offensichtlich, dass Max tatsächlich seinen früheren Schwimmlehrer Konrad Fassbind gesucht und vermutlich auch gefunden hatte. Fassbind ist wegen Kindesmissbrauch aktenkundig und war deshalb bis 2017 in Haft. Seine Verurteilung wurde massgeblich durch die Aussage von Marcel Bucher bestimmt, einem Jungen, der von Fassbind missbraucht worden war. Bucher wird befragt und erklärt, dass auch Max seinerzeit missbraucht worden sei und eigentlich mit gegen Fassbind aussagen wollte. Doch Max hätte sich dann plötzlich umentschieden. Laut Beat Gessner hätte er als Vater das so entschieden, weil sein Sohn den Prozess nicht durchgestanden hätte und er ihn deshalb schützen wollte. Die Ermittlerinnen vermuten jedoch, dass Gessner dabei mehr an sein Renommee als Schönheits-Chirurg gedacht hat und weniger an die Psyche seines Sohnes.
Grandjean und Ott können Konrad Fassbind ausfindig machen. Dieser hat nach seiner Verurteilung seinen Namen geändert und ist in der Zwischenzeit schwer an Demenz erkrankt. Er wohnt in einem Pflegeheim und lebt bereits in seiner eigenen Welt. Somit kann Max ihn nicht getroffen haben, so wie er es in seinen Tagebüchern beschrieben hatte. Grandjean und Ott befragen Kyomi und «ihre Familie», weil sie hier die Lösung des Falls vermuten. So richtig kommen sie dabei aber nicht weiter. So versucht Kommissarin Ott, das Vertrauen von Kyomi zu gewinnen, indem sie sich mit ihr privat trifft. Isabelle Grandjean findet derweil einen USB-Stick mit Videoaufnahmen von Max. Darin klagt er seinen Vater an, nie für ihn dagewesen zu sein, im Gegensatz zu seinem Schwimmlehrer, der immer Zeit für ihn gehabt hätte. Das Hallenbad sei förmlich sein zuhause geworden und den Missbrauch an ihm hätte niemand verhindert. Alle hätten weggesehen und anscheinend nicht bemerkt, was mit ihm los gewesen wäre. So finden die Ermittlerinnen heraus, dass Max letztendlich Selbstmord begangen und Kyomi ihn danach als Kunstwerk präsentiert hat. Max hatte zuvor herausgefunden, dass Kyomi Fassbinds Tochter ist, die sich inzwischen zwar von ihrem Vater losgesagt hat, aber ihm damals auch nicht geholfen, sondern geschwiegen hätte.
Auch wenn nun kein Mord vorliegt, sondern «nur» Leichenschändung, so muss sich Kyomi dafür verantworten. Sie ist jedoch verschwunden. Ebenso «ihre Familie» und ihr Vater im Pflegeheim. Grandjean und Ott finden sie auf einer Insel, wo sie ihren erweiterten Suizid vorbereitet. Es gelingt ihnen, dies jedoch zu verhindern.

„Der Tod ist der mächtigste Weg zur Reinigung und Erlösung.“

## Hintergrund
Der Film wurde vom 22. Januar 2021 bis zum 31. März 2021 in Zürich und Umgebung gedreht. Bei der Insel im Zürichsee handelt es sich um Schönenwirt, das Inseli.
Es handelt sich um den ersten Tatort, den Christine Repond inszenierte.

## Rezeption

### Einschaltquote
Bei der Erstausstrahlung von Schattenkinder am 13. März 2022 verfolgten in Deutschland insgesamt 6,84 Millionen Zuschauer die Filmhandlung, was einem Marktanteil von 22,3 Prozent für Das Erste entsprach. In der als Hauptzielgruppe für Fernsehwerbung deklarierten Altersgruppe von 14 bis 49 Jahren erreichte der Tatort 1,51 Millionen Zuschauer und damit einen Marktanteil von 19,7 Prozent in dieser Altersgruppe.

### Kritiken
„So gut war der Krimi noch nie. Unser "Tatort" ist gerettet.“

„Na geht doch!: Der dritte Zürcher Tatort "Schattenkinder" rettet den Schweizer Ruf.“

„Tatort-Debütantin Christine Repond verleiht dem Fall in der filmischen Umsetzung einen eigenen, aufregenden Look. In einer kalten Welt fliegen Motten zum Licht und verbrennen. Das SRF-Team bleibt besonnen und auf einem guten Weg.“

Martina Kalweit schrieb für Tittelbach.tv: „Der dritte Einsatz des weiblichen Ermittlerduos aus der Schweiz zeigt Zürich wenig beschaulich. Die Kommissarinnen dringen in eine versponnene Künstlerkommune vor. Dabei tragen die beiden ihren Zickenkrieg nicht mehr in gewohnter Härte aus. ‚Tatort – Schattenkinder‘ (Contrast Film) erscheint eher als letzte Bewährungsprobe auf dem Weg zum schlagkräftigen Team. ‚Tatort‘-Debütantin Christine Repond verleiht dem Fall in der filmischen Umsetzung einen eigenen, aufregenden Look. In einer kalten Welt fliegen Motten zum Licht und verbrennen. Das SRF-Team bleibt besonnen und auf einem guten Weg.“
wiewardertatort.de urteilte: „Unterm Strich ergibt [sich] vor allem eines: ein bizarres Bild, mit dem man sich erst einmal arrangieren muss. Und es ist typisch für die Krimireihe, dass sich die Ermittlerinnen, die von Staatsanwältin Anita Wegenast (Rachel Braunschweig) kontrolliert und von ihrem IT-affinen Kollegen Noah Löwenherz (Aaron Arens) unterstützt werden, in ihrer subjektiven Wahrnehmung nicht einig sind: Ist das nun Kunst oder kann das weg? Die Rollenverteilung ist die erwartete: Grandjean, gewohnt siezend und steif, lehnt diese Kunstform kategorisch ab, die duzende Ott hingegen gibt sich tolerant und aufgeschlossen.“
Christian Buß wertete für Der Spiegel: „Allerdings halten die Filmemacherinnen […] über die 90 Minuten nicht das von ihnen selbst gesetzte Niveau: Die angerissenen Fragen zum Thema Kunst und Schöpfung, Kreativität und Kapital führen am Ende in einen etwas zu vorhersehbaren und schlichten Trauma-Krimi. Die Philosophie endet in der Küchenpsychologie.“
Für die Süddeutsche Zeitung urteilte Claudia Tieschky: „Der dritte Fall des Zürich-Teams von Christine Repond, Regie, und den Autorinnen Stefanie Veith und Nina Vukovic ist bildstark erzählt und auf der abstrakten Ebene schlüssig. Emotional nahe kommt man den Figuren dieses modernen Schauermärchens aber nicht.“
Oliver Armknecht kritisierte für film-rezensionen.de: „der Film [gibt sich] tiefsinniger, als er es letztendlich ist.“ „Wer also angesichts der Beschreibung eine wirkliche Auseinandersetzung mit dem Kunstbetrieb und den moralischen Implikationen erwartet, der sollte lieber seine Ansprüche zurückschrauben. Richtig viel zu sagen hat der Film nicht.“ „Die Geschichte ist von Anfang an so sehr auf den Kult fixiert, dass die spärlichen Alternativen ignoriert werden. Die Auflösung ist zudem irgendwie billig, ein bisschen lächerlich obendrein.“
Die Augsburger Allgemeinen nannte den Tatort „keine leichte Kost“ und brachte eine Auflistung der Pressestimmen zahlreicher Quellen. Die Urteile gingen von „Schillernde Story um eine alte Schuld“ (TV Spielfilm) über „visuell beeindruckend“ (Berliner Zeitung), bis hin zu gestreuten „Klischees gegen die Kunstwelt“ (Süddeutsche Zeitung) oder auch „Ein Tatort über inneren Schmerz und äußere Wunden, der es sich am Ende viel zu einfach macht.“ (Der Spiegel).